# 33538 Jaredbergen
33538 Jaredbergen è un asteroide della fascia principale. Scoperto nel 1999, presenta un'orbita caratterizzata da un semiasse maggiore pari a 2,3367875 UA e da un'eccentricità di 0,0551936, inclinata di 4,94591° rispetto all'eclittica.